# Маяри
Ма́яри (кв. Maiar або Máy-ari, «прекрасні», однина — мая) — раса у легендаріумі Джона Роналда Руела Толкіна, духи із всесвіту Еа, створені до початку світу. Виступають як слуги і помічники валарів.
Частина маяр потрапила під вплив Мелькора (Морґота) і стала служити йому. Серед них був і Саурон. На допомогу людям та ельфам у боротьбі проти Саурона в Середзем'ї були послані істари — маяри з почту різних валар.
Також до роду маяр (спокушені Мелькором, вони пішли до нього на службу) відносяться і демони-валараукари (Балроґ).
З текстів помітно, що сильніші з маяр, такі, як Саурон, Меліа, Курунір, Оссе явно перевершували особистісними здібностями молодших валар, таких, як Валієр Несси.
У ранніх роботах Толкіна слово «маяри» відсутнє. Менші айнури, що увійшли в Арду, іменуються також — «валарами». Однак через деяку плутанину в термінах іноді деякі апокрифісти вважають, що маяри створені валарами (а Балроґа створив Мелькор). Цієї точки зору, зокрема, дотримувалися автори «Чорної книги Арди».

## Список відомих маяр
- Еонве — один з наймогутніших маяр, вісник і прапороносець Манве. Очолював військо Валінору під час бойових дій Війни Гніву. Еонве першим зустрів Еаренділа в Тіріоні і доставив його до валарів. Після затоплення Белеріанда, Еонве закликав всіх ельфів відплисти в Аман. Був духовним вчителем нуменорців.
- Ільмаре (кв. Та, що живе в небесах або Зоряне світло) — одна з наймогутніших маяр, згадувана у «Валаквенті» як їх очільниця. Є відданою і вірною помічницею Варди, майже ніколи не залишала Ільмарінен, Чертоги Ельберет. У «Книзі Втрачених сказань» описується володаркою Тол-Ерессеа, що стала донькою Манве і Варди, але в більш пізніх чернетках, в тому числі в тих, на основі яких вийшов «Сильмариліон», Толкін відмовився від ідеї дітей у валарів.
- Оссе — васал Ульмо і його «головний» мая. Управляє Західним Морем, перебуває у дружбі з телерами Тол-Ерессеа. Він владика штормів і морів, а також відповідає за всі моря й океани, окрім зовнішніх. Одного разу він мало не зрадив валарів, але Уїнен відвернула його від Мелькора.
- Уїнен (кв. Та, що у воді) — мая, помічниця Ульмо і дружина Оссе, разом з яким вона керує всіма морями Арди, за винятком Еккая. Вона допомагає всім створінням і рослинам, що живуть в солоних водах, а її волосся пронизують моря мережею водоростей і морських бур'янів. Серед ельфів особливо близькі їй телери, з якими вона і Оссе подружилися ще на річці Сіріон; Уїнен більше за інших оплакувала моряків Телері після Першого Братовбивства в Альквалонде. У Другу Епоху моряки Нуменору просили її про допомогу, бо тільки вона могла втихомирити Оссе; нуменорці перебували під її опікою, поки не накликали на себе гнів валар. Згідно нуменорських легенд, саме вона розмістила острів Тол-Уїнен у затоці Ромен, як дарунок Нуменору.
- Сальмар — мая, прийшов у Арду разом з Ульмо, творець Улумурі (Рогів (мушель) Ульмо, музику яких не може забути ніхто з тих, що слухали їх).
- Меліан — мая, що полишила Валінор і прибула до Середзем 'я, ставши дружиною Елве (Елу Тінгола) і Королевою Доріату, довкола якого вона створила зачарований пояс, Пояс Меліан. Була матір'ю Лутієн і праматір'ю Ельроса і Ельронда. Після загибелі Елу Тінгола повернулась до Валінору.
- Тіліон — мая, який після загибелі Дерев Валінору став стерновим човна Місяця.
- Арієн — мая, була Духом Вогню як і бальроґи, однак на бік Мелькора вона не перейшла. Після загибелі Дерев Валінору стала кермувати човном Сонця.
- Олорін (Ґандальф, Мітрандір, Таркун, Інканус) — мая, один з істарів (чарівників).
- Курунір (Саруман) — мая, один з істарів (чарівників).
- Айвенділ (Радаґаст) — мая, один з істарів (чарівників).
- Алатар і Палландо — маяри, також істарі (Сині Чарівники).
- Ауленділ (Саурон, Ґортаур) — за походженням — мая вали Ауле, пізніше — найвеличніший зі слуг Мелькора.
- Ґотмоґ — ватажок балроґів, Верховний Капітан Анґбанда, вбивця Феанора, Фінґона та Ектеліона. В бою з Ектеліоном загинув і сам. У Третю Епоху ім'я Ґотмоґ носив лейтенант Мінас-Морґула, що командував військом, яке обложило Мінас-Тіріт після загибелі Короля-Чаклуна (згодом він також загинув). Ким він був — орком чи людиною — не встановлено. У фільмі Пітера Джексона «Володар перснів: Повернення короля» він показаний орком.